# Bataille de Rang
guerres de la fin de la dynastie Han
La Bataille de Rang (穰城之戰) est la dernière grande bataille entre les seigneurs de guerre Cao Cao et Zhang Xiu. Elle a lieu en 198 pendant la fin de la dynastie Han. Cao Cao réussit presque à prendre la ville, mais est obligé de battre en retraite lorsqu'il apprend que son rival Yuan Shao se prépare à attaquer Xu, sa capitale.

## Situation avant la bataille
En 197, Cao Cao part de Xu à la tête de son armée, pour attaquer la province de Jing, ce qui correspond actuellement a la province du Hubei et à celle du Hunan. Jing est alors dirigée par Liu Biao. Dans un premier temps, le seigneur de guerre Zhang Xiu, dont le territoire se trouve entre Xu et Jing, se rallie à Cao Cao, avant de se révolter et de lancer une attaque surprise contre le camp de Cao, qui oblige ce dernier à s'enfuir vers la ville de Wan. Cao Cao échappe de peu à la mort, mais réussit à s'enfuir. Après cette victoire, Zhang Xiu déplace son armée à Rang, un peu au sud de Wan, et se prépare à intercepter d'autres attaques de Cao Cao. Il est aidé par divers généraux de l'armée de Liu Biao. Cao Cao lui-même est concentré sur d'autres problèmes, comme les préparatifs pour attaquer Yuan Shu, mais il envoie Cao Hong avec une armée pour attaquer Nanyang. Les combats se poursuivent tout au long de l'année 197, avec des résultats mitigés. D'abord, Cao Hong tente de capturer les comtés de Zhangling et de Nanyang, mais Zhang Xiu le repousse et le force à se retirer sur She. Cao Hong installe alors son quartier général au comté de She, où il est constamment harcelé par Zhang Xiu. Ensuite, Cao Hong réussi rapidement à inverser la tendance et à battre Zhang Xiu et Liu Biao à plusieurs reprises à Wuyang, Yinye, Duyang et Bowang.
Lorsqu'arrive l'hiver de 197, Cao Cao a infligé suffisamment de défaites à Yuan Shu, pour revenir s'occuper personnellement de Zhang Xiu. Il attaque Zhang Xiu à Huyang et remporte une grande victoire. Deng Ji (鄧 濟), un des généraux que Liu Biao a envoyés pour aider Zhang Xiu, est capturé durant la bataille. Après cette perte, Zhang Xiu subit de nouvelles défaites face à Cao Cao et finit par perdre tous les territoires situés au nord de Rang, y compris Wan. Cependant, il s’avère être un adversaire assez opiniâtre pour empêcher Cao Cao d'avancer directement sur Rang.

## La bataille
Cao Cao prend quelques mois pour consolider ses forces et marche sur Rang au troisième mois de 198. Zhang Xiu et Cao Cao se battent pour le contrôle de cette ville pendant deux mois et même si Zhang Xiu offre une résistance obstinée, il a du mal à tenir le choc face à Cao. Ce que Xiu ignore, c'est que des transfuges de l'armée Yuan Shao rapportent à Cao Cao des rumeurs voulant qu'Yuan Shao a l'intention d'attaquer la ville Xu tandis que Cao Cao est absent. Craignant pour la sécurité de sa capitale, Cao Cao décide de se retirer de Rang pour aller défendre Xu. En réalité, si Yuan Shao avait, en effet, envisagé une telle manœuvre pendant que Cao Cao était à Rang, il finit par annuler l'attaque, chose que les transfuges ignorent. Pensant qu'il a forcé Cao à se replier, Zhang Xiu le poursuit et est vite rejoint par les forces de Liu Biao. Les hommes de Liu Biao arrivent devant Cao Cao par une route secondaire et s'installent à Anzhong pour l'intercepter, tandis que Zhang Xiu le poursuit sur ses arrières. Le plan était de prendre Cao Cao en tenaille à Anzhong et, idéalement, de détruire toute son armée. Jia Xu a beau les avertir que Cao Cao est trop intelligent pour être battu par une telle tactique simpliste, Zhang Xiu et les autres ne l'écoutent pas et le jugent trop timoré.
Comme prévu par Jia Xu, Cao Cao voit venir le danger et agit en conséquence. Il envoie certains de ses hommes en avant pour construire des fortifications et préparer une embuscade, puis envoie des hommes contre Zhang Xiu et Liu Biao. Après quelques combats, Cao Cao simule un repli, avec les deux armées à ses trousses, qu'il dirige droit sur les positions fortifiées. Lorsque ses poursuivants arrivent devant les fortins, il est trop tard pour eux et Cao Cao les attaque avec ses troupes d'embuscade, battant à plate couture l'armée de Liu Biao, avant de vaincre celle de Zhang Xiu. Zhang Xiu s'enfuit vers Wan, où il s'excuse auprès de Jia Xu pour ne pas avoir écouté ses conseils. À la grande surprise de Xiu, Jia Xu lui conseille de repartir à la poursuite de Cao Cao, en promettant qu'il obtiendrait la victoire cette fois-ci. Selon Xu, Cao Cao est au-delà des compétences de Zhang Xiu, mais aucun des autres commandants de Cao ne peut se comparer à lui. Jia Xu savait que, pendant le repli qu'il vient d'effectuer, Cao Cao commanderait l'arrière lui-même et qu'il était donc inutile de se lancer à sa poursuite. Cependant, après avoir remporté cette victoire, il va se sentir en sécurité et confier l’arrière-garde à quelqu'un d'autre. Zhang Xiu suit les conseils de Jia Xu, se lance à la poursuite de l'armée de Cao Cao, qu'il rattrape. Et une fois de plus, Jia Xu avait raison, car c'est Yue Jin qui est alors chargé de l'arrière-garde. Surpris, Yue Jin se bat de toutes ses forces mais finit par se replier. Zhang inflige d'importantes pertes à l'arrière-garde, puis se retire sur Wan.

## Conséquences
Après les batailles de Rang et Anzhong, Cao Cao doit faire face à des préoccupations plus importantes que l'armée relativement petite de Zhang Xiu, notamment une attaque de Lü Bu et une invasion imminente de ses fiefs par Yuan Shao. Pendant l'an 199, Yuan Shao, après avoir éliminé Gongsun Zan et créé une alliance avec les tribus Wuhuan sur la frontière du nord, se prépare pour attaquer Cao Cao. Désireux d'obtenir toute l'aide possible et impressionné par le fait que Zhang Xiu a été l'un des rares commandants à résister à Cao Cao et à rester indépendant, Yuan Shao l'invite à devenir son allié. Son plan est que Zhang Xiu attaque la ville de Xu par le sud, tandis qu'Yuan Shao attaque Cao Cao par le nord. Zhang Xiu rencontre le messager de Yuan Shao et allait accepter, mais Jia Xu s'oppose à cette alliance. Il conseille à Zhang Xiu de rejoindre Cao Cao car si Yuan Shao a une grande armée avec de nombreux officiers, il ne sait pas les apprécier et il est difficile de s'entendre avec lui, ainsi que le prouvent les conflits entre lui et son demi-frère Yuan Shu. Cao Cao, cependant, avait une armée plus petite et serait reconnaissant pour l'aide que pourrait lui apporter une force de vétérans qualifiés et il est connu pour bien traiter les ennemis qui décident de rejoindre son camp. Zhang Xiu est préoccupé par la possibilité de représailles, en raison de leur hostilité passée, mais Jia Xu lui assure que Cao Cao sera prêt à pardonner leurs anciennes querelles. Ainsi, durant l'hiver de 199, Zhang Xiu fait sa soumission à Cao Cao. Comme prévu par Jia Xu, Cao Cao est extrêmement heureux de recevoir la reddition de Zhang Xiu et donne un grand banquet en son honneur, où il s’excuse pour son comportement passé au sujet de la veuve de Zhang Ji. En outre, Cao Cao nomme Zhang Xiu au poste de Général Qui Gagne en Puissance et donne également à Jia Xu une excellente position. Enfin, il arrange un mariage entre son fils Cao Jun (曹 均) et la fille de Zhang Xiu.